# Battaglia di Kerbela
La battaglia Kerbelāʾ si svolse nel villaggio di Kerbelāʾ (in arabo كربلاء‎?, Karbalāʾ), nel sud mesopotamico, il 10 ottobre 680 (10 muḥarram 61 dell'Egira). In essa fu trucidato con tutta la famiglia e il suo séguito il nipote del profeta Maometto, al-Ḥusayn ibn ʿAlī, secondogenito del quarto califfo ʿAlī ibn Abī Ṭālib e della figlia di Maometto, Fāṭima al-Zahrāʾ.
Le cause del massacro di Kerbelāʾ, perpetrato dalle truppe omayyadi del wālī di Kufa ʿUbayd Allāh ibn Ziyād, fedele al califfo Yazīd ibn Muʿāwiya, affondano le loro radici nella lotta che contrapponeva la famiglia alide (che si riteneva unica legittimata a governare la Umma) al discendente di Muʿāwiya ibn Abī Sufyān, fondatore della dinastia califfale di Damasco.
Dopo i fatti di Siffīn e l'arbitrato di Adhruḥ si ebbe la morte per assassinio da parte del kharigita Ibn Muljam del califfo ʿAlī e, dopo un tentativo di corto respiro del primogenito del defunto califfo, al-Ḥasan ibn ʿAlī, la candidatura di Muʿāwiya non ebbe più oppositori in grado di sbarrargli la strada verso la suprema magistratura islamica.
Tale ricorrenza è ricordata molto profondamente nel mondo sciita, con la commemorazioni di Muharram e la Ashura.

## Il problema istituzionale

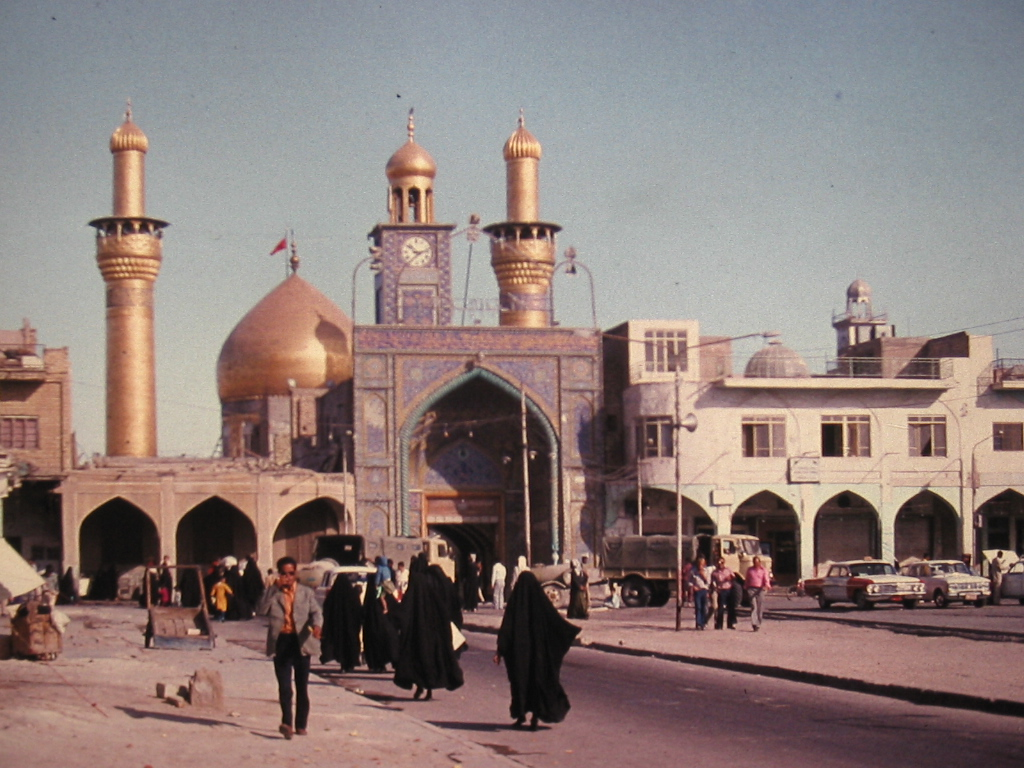
La moschea di al-Ḥusayn a Kerbelāʾ.

Quando Muʿāwiya morì nel marzo del 680, suo figlio Yazīd assunse il titolo di califfo secondo la volontà paterna, in base a una procedura che non s'era mai verificata in precedenza nella breve storia dell'Islam. Muʿāwiya aveva posto le basi per un agevole passaggio dei poteri al figlio mercé un'accorta azione diplomatica preparatoria e grazie alla sua indiscussa autorità.
L'unico elemento per una completa legittimazione della procedura e del futuro ruolo di Yazīd era l'approvazione esplicita dei quattro più importanti personaggi della seconda generazione dei Compagni del profeta: ʿAbd Allāh ibn al-Zubayr, ʿAbd Allāh ibn ʿUmar, ʿAbd al-Raḥmān ibn Abī Bakr e infine al-Ḥusayn ibn ʿAlī.
Prima che la notizia della morte di suo padre raggiungesse Medina, Yazīd ordinò quindi a suo cugino al-Walīd ibn ʿUtba ibn Abī Sufyān, governatore di quella città, di assicurarsi il giuramento di fedeltà dei quattro. ʿAbd Allāh ibn al-Zubayr decise però di allontanarsi dalla città dirigendosi alla volta di Mecca per evitare di prestare giuramento, mentre al-Ḥusayn, convocato d'urgenza alla corte del governatore, cercò di guadagnar tempo, affermando la sua volontà di prestar giuramento in pubblico. Marwān b. al-Ḥakam, consigliere del governatore, intuì che le reali intenzioni di al-Ḥusayn erano quelle di non prestare alcun giuramento e sconsigliò al-Walīd b. ʿUtba dal lasciarlo andar via prima che egli concedesse la sua bayʿa. al-Walīd non si sentì d'imporre la sua volontà a un personaggio di spicco quale era al-Ḥusayn e, per evitare ulteriori difficoltà, al-Ḥusayn partì quindi alla volta di Mecca.

## L'azione di Muslim ibn ʿAqīl
Intanto la notizia della morte di Muʿāwiya si diffuse tra la popolazione e rinvigorì le speranze filo-alidi sia a Mecca che a Kufa.
Il figlio minore di ʿAlī arrivò a Mecca il 3 shaʿbān 60 dell'Egira (9 maggio 680). Nell'attesa del mese di dhū l-Ḥijja - mese del ḥajj - numerose richieste furono inviate all'Imam, provenienti soprattutto da Kufa, nelle quali si richiedeva l'aiuto di al-Ḥusayn per porre fine alle persecuzioni.
Muslim ibn ʿAqīl, cugino dell'Imam, fu inviato da quest'ultimo a Kufa per informarsi circa la situazione. Alle forze di polizia di Yazīd non sfuggì la presenza di Muslim in città e il sostegno che si stava raccogliendo intorno alla persona di al-Ḥusayn ed immediatamente il califfo inviò quindi il suo braccio destro, ʿUbayd Allāh ibn Ziyād, per controllare la situazione e stroncare eventuali focolai di rivolta.
ʿUbayd Allāh ordinò che le case dei simpatizzanti di al-Ḥusayn fossero bruciate, che i loro beni fossero confiscati e che i colpevoli fossero messi a morte. Muslim fu catturato e decapitato. Al-Ḥusayn, venendo a conoscenza che Yazīd aveva ingaggiato trenta uomini travestiti da pellegrini per ucciderlo, si preparò a lasciare Mecca, prima che le cerimonie del pellegrinaggio fossero sconsacrate con un inammissibile spargimento di sangue.
Poco prima dell'inizio dei riti del pellegrinaggio, al-Ḥusayn si diresse alla volta di Kufa con soli cinquanta uomini. Costoro credevano che, impegnarsi in una guerra contro l'usurpatore della legittimità califfale, al fianco dell'Imam al fine di proteggere la religione e le istituzioni islamiche, avrebbe loro garantito la salvezza dell'anima e il Paradiso.
Tutte le vie che portavano alla città erano bloccate dalle forze omayyadi. Giunto ad al-Tilbiyya, l'Imām fu afflitto dalla notizia dell'esecuzione di Muslim e poco più avanti, fu informato anche della morte di altri messaggeri da lui inviati per annunciare il suo arrivo in città. Visto l'accaduto, molti dei compagni di al-Ḥusayn presero la via del ritorno e solo i più fidati rimasero al suo fianco.
In risposta all'intenzione di al-Ḥuyayn di proseguire verso Kufa, numerosi soldati si diressero nel deserto per fermare la sua avanzata. La truppa, guidata da al-Ḥurr ibn Yazīd al-Riyāḥī intercettò nel deserto la carovana di al-Ḥusayn il 1º ottobre 680. Questa, sfinita ed esausta per la sete, fu dissetata e non vi fu alcuno scontro fra le due formazioni, anzi al-Ḥurr con le sue truppe scortò la carovana dell'Imam fino alle porte di Kufa.
Giunta presso la città, la carovana si fermò e piantò le sue tende sulle rive dell'Eufrate. La zona era abitata dalla tribù dei Banu Asad e la tradizione vuole che al-Ḥusayn acquistasse la zona per restituirla in seguito agli abitanti dell'area, predicendo al loro capo tribù che il 10 di quel mese la sua gente avrebbe visto i corpi insanguinati dei màrtiri sul terreno. Lo avrebbe quindi pregato di seppellire i futuri cadaveri e di permettere ai devoti di entrare liberamente nella zona per visitare le loro tombe.

## L'azione repressiva omayyade
Quando ʿUbayd Allāh ibn Ziyād venne a conoscenza che al-Ḥurr aveva scortato a Kerbelāʾ al-Ḥusayn e il suo gruppo, inviò le sue truppe sul luogo. Il primo uomo che con i suoi 4 000 soldati arrivò sul posto fu ʿUmar b. Saʿd b. Abī Waqqāṣ (figlio di uno dei più illustri Compagni del profeta e conquistatore dell'Iraq), comandante in capo di tutte le forze del califfo omayyade. Molti dei guerrieri che riempirono le file dell'esercito omayyade erano abitanti di Kufa, costretti si dice a prendere le parti di Yazīd contro gli alidi.
Il primo atto dell'esercito omayyade fu quello di ordinare ad al-Ḥusayn di smontare le tende che erano state sistemate lungo il fiume. Dopo numerose richieste, l'Imam ordinò ai suoi di spostare l'accampamento all'interno del deserto. Nei giorni successivi al-Ḥusayn ebbe numerosi incontri con ʿUmar ibn Saʿd, il quale ingiunse all'Imam di prestare giuramento di fedeltà per evitare la tragedia. Se avesse dato il suo consenso, al-Ḥusayn avrebbe ottenuto numerosi privilegi per sé e per la sua gente ma, nonostante gli avvertimenti, il figlio di ʿAlī non volle accondiscendere.
Il 7 muḥarram, ʿUmar ibn Saʿd ricevette l'ordine di bloccare tutti i rifornimenti di acqua che potevano giungere all'accampamento di al-Ḥusayn. Il caldo asfissiante del deserto disidratava i corpi e i bambini che viaggiavano al seguito cominciarono a piangere disperatamente mentre i neonati non potevano essere convenientemente allattati, perché le madri soffrivano anch'esse la sete. Il gruppo sopportò però tutto, secondo la tradizione, mentre sopraggiungevano sul posto ulteriori truppe omayyadi.
Il 9 dello stesso mese nuovi ordini di ʿUbayd Allāh arrivarono ad ʿUmar. L'Imam non si era sottomesso e quindi doveva essere catturato e ucciso immediatamente. ʿUmar radunò parte delle truppe e si diresse verso il campo avversario. La notizia fu portata al fratello al-Ḥusayn da Zaynab bint ʿAlī (il cui mausoleo si trova a Damasco). Questi inviò allora ʿAbbās, un fratello di al-Ḥusayn, di dirigersi verso il nemico con dieci uomini a cavallo, chiedendo loro il motivo dell'improvviso avvicinamento. ʿAbbās, una volta venuto a conoscenza dell'ultimatum, preferì informare il fratello prima di intraprendere il conflitto. Al-Ḥusayn non aveva difficoltà a capire quale esito avrebbe avuto il conflitto e prese tempo per lasciar andar via quanti non avessero voluto affrontare la morte. Da parte sua egli non intendeva arretrare e solo pochi decisero di abbandonare l'accampamento.
Il 10 muḥarram 61 dell'Egira/10 ottobre 680 è conosciuto come giorno della ʿāshūrāʾ. La notte precedente alla battaglia finale, l'Imām e suoi compagni si riunirono in preghiera. All'alba ʿAlī al-Akbar recitò l'adhān (appello) alla preghiera prima che le truppe si dirigessero allo scontro.
Prima della battaglia al-Ḥusayn aveva fortificato il suo accampamento e aveva ordinato ai suoi uomini di sistemarlo in modo che fosse protetto su tre lati dalle colline circostanti.

## Lo scontro
Dopo una serie di combattimenti corpo a corpo, ci fu l'attacco della cavalleria omayyade a metà della mattinata, ma le truppe secondo la tradizione sciita furono respinte. Molti degli uomini che componevano la truppa di al-Ḥusayn furono uccisi. Si giunse al momento della preghiera di mezzogiorno e nel pomeriggio si compì il destino della famiglia del profeta. ʿAlī al-Akbar, figlio maggiore di al-Ḥusayn, fu il primo ad essere ucciso e nel giro di un'ora nessun maschio – tranne l'Imam e suo figlio ʿAlī (il futuro quarto Imām, ʿAlī b. al-Ḥusayn, detto Zayn al-Abidin), rimasto sotto una tenda perché malato – fu risparmiato.
Sempre secondo la tradizione, la madre di ʿAlī al-Asghar, figlio più piccolo di al-Ḥusayn (il neonato aveva solo sei mesi), chiese a suo marito di riuscire ad ottenere dall'esercito avversario un po' di acqua per il bambino che stava morendo di sete. L'Imam, col figlio tra le braccia, si recò tra le truppe omayyadi ma, dopo aver provveduto a dissetare il bambino, un combattente uccise il neonato tra le braccia del padre.

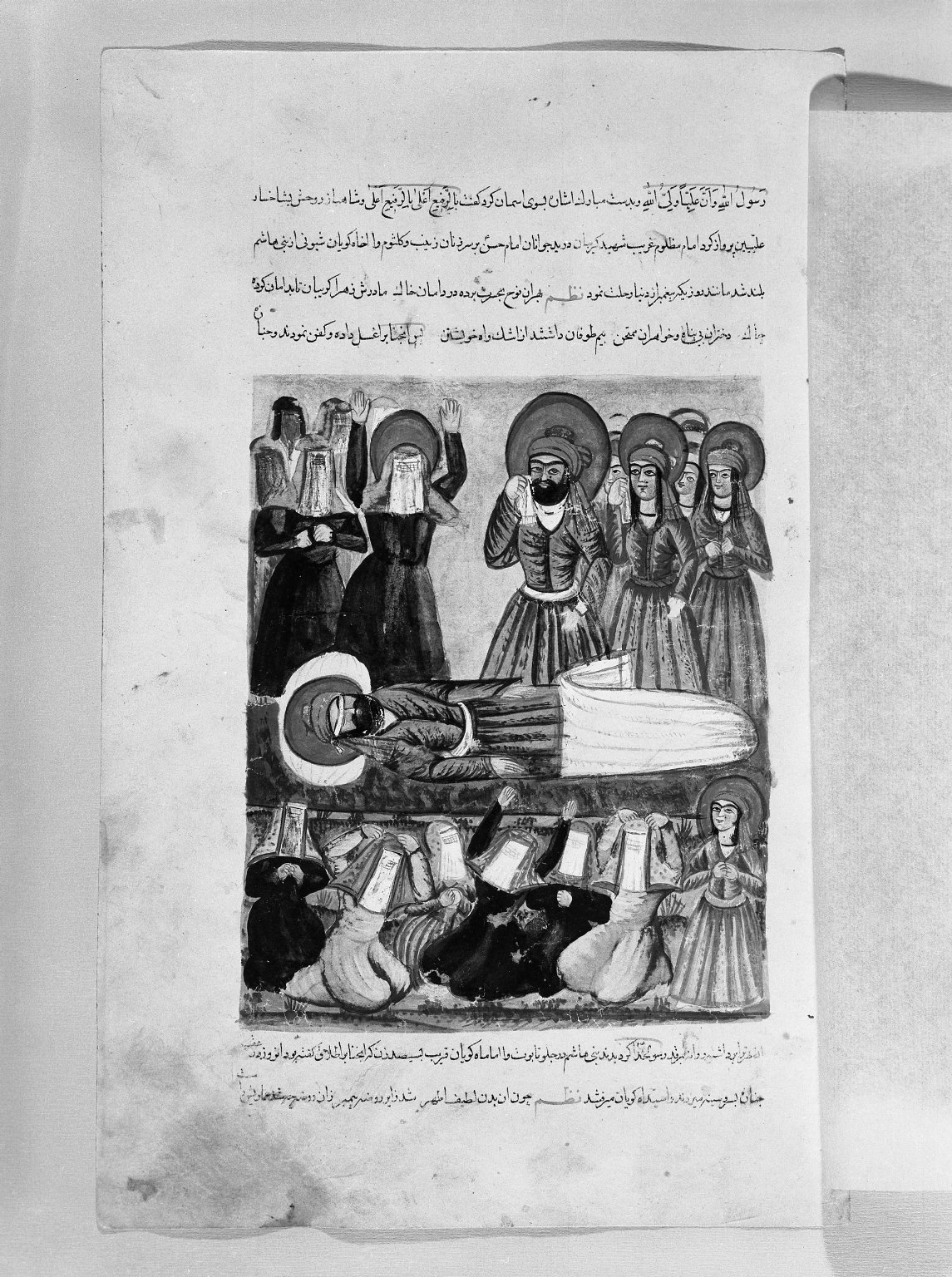
Funerali di al-Ḥusayn.

Dopo aver seppellito il bambino, al-Ḥusayn si dedicò alla preghiera del pomeriggio. Dinanzi alle donne e ai bambini fece il suo ultimo discorso e si diresse sul campo di battaglia. Con tutte le sue forze l'Imam cercò di resistere all'attacco ma, sfinito e dissanguato, morì poco dopo. Tutti i corpi dei martiri vennero denudati e le loro teste furono mozzate. I corpi vennero lasciati sul campo di battaglia finché, dopo due giorni, gli abitanti del vicino villaggio si sentirono abbastanza sicuri per andarli a seppellire.
L'esercito omayyade nel frattempo si era avviato verso Kufa in una macabra processione, con le settantadue teste dei martiri infilzate sulle punte delle lance, con le donne e i bambini catturati al seguito e alle donne fu ordinato di togliere il velo in segno di spregio.
Dopo essere stata mostrata in pubblico a Kufa, la testa di al-Ḥusayn fu portata a Damasco per essere presentata al califfo. Tutti i prigionieri vennero condotti al seguito. La storia sciita testimonia come Yazīd non abbia avuto alcun rimorso per la morte di al-Ḥusayn e della sua scarna truppa e per il rude trattamento riservato ai prigionieri che tenne incarcerati per un ulteriore anno prima di essere rilasciati ed autorizzati a ritornare a casa ma altre tradizioni parlano invece del suo rammarico per ordini mal compresi e peggio eseguiti, limitati come dovevano essere a sbarrare semplicemente la strada di al-Ḥusayn alla volta di Kufa e a pretendere il riconoscimento del suo califfato. La famiglia del Profeta tornò prima a Kerbelāʾ e poi a Medina.

## Significati della strage di Kerbelāʾ
Il giorno della ʿāshūrāʾ, che in arabo significa “il decimo giorno”, consacra la rottura definitiva dei due grandi rami dell'Islam.
Il significato simbolico delle celebrazioni di Kerbelāʾ è per gli sciiti quello di testimoniare il dovere del jihād. Non il “piccolo jihād”, armato e offensivo verso i “nemici di Dio”, ma il “grande jihād”, quello che chiama a mostrare la vera fede in Dio nel momento della prova e che è rivolto a migliorare il comportamento etico del credente al fine di realizzare il Bene.

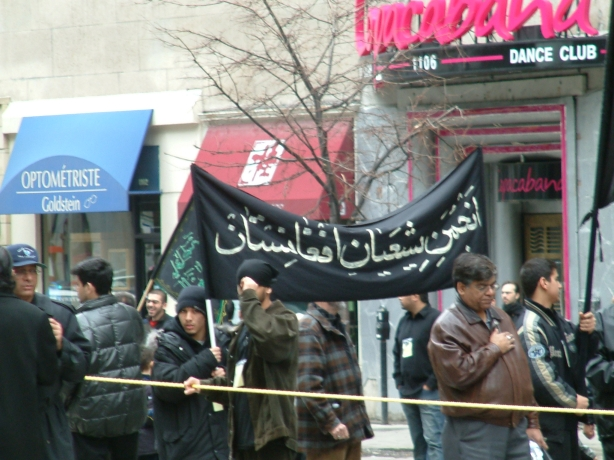
Una manifestazione commemorativa di emigrati sciiti afghani a Montréal (Canada).

La morte di al-Ḥusayn è uno dei miti fondativi della Shiʿa. Ancora oggi, nel giorno della ʿāshūrāʾ, immensi cortei di pellegrini sfilano nella città santa di Kerbelāʾ. Le manifestazioni si trasformano in grandi rappresentazioni collettive di massa che mettono in scena il martirio di al-Ḥusayn (in Iran questi componimenti poetico-prosastici vengono chiamati Taʿziye). Nelle moschee si rievocano gli eventi dolorosi che riportarono alla tragedia. I fedeli, vestiti a lutto, piangono come se avessero perso una persona cara. Chiunque nel decimo giorno del mese di muḥarram (il mese in cui si celebrano i riti) riesce a visitare la tomba del terzo imam e ad offrire l'acqua agli altri visitatori assetati è come se l'avesse data all'esercito di al-Ḥusayn, atto che simboleggia la tipica tensione sciita alla pietas.
Ma l'evento simbolico più significativo è rappresentato dalle processioni di autoflagellanti. Migliaia di persone si coprono il capo di cenere, battono il suolo con la fronte, si fustigano a sangue mentre partecipano ai cortei di afflizione che seguono la salma immaginaria di al-Ḥusayn. Si rappresenta in tal modo la volontà dell'intera comunità di sottomettersi volontariamente alla tortura, di morire in gruppo per la difesa della causa: come al-Ḥusayn a Kerbelāʾ.
Sin dalla battaglia di Kerbelāʾ la Shīʿa si percepisce come un movimento di rivolta contro l'ingiustizia. Per lungo tempo in Iraq e in Iran queste manifestazioni, proibite prima negli eccessi e poi totalmente dal governo della dinastia Pahlavi e di Saddam Hussein, hanno funzionato come uno sfogo contro l'ingiustizia che dominava il mondo, permettendo alla comunità di lavare ritualmente il peccato capitale nell'accettazione del compromesso quotidiano con una società dominata dal male.
I giovani rivoluzionari iraniani ne muteranno però il segno; la ʿāshūrāʾ assumerà così un diverso segno e alla tradizionale pietas sciita si sostituirà l'idea della morte in combattimento per l'affermazione della “giustizia”.